# Helleristningerne i Tanum
Tanumshede (svensk: Hällristningsområdet i Tanum) er en by i Bohuslän i Västra Götaland i Vestsverige med en befolkning på 1.600. Området rundt om Tanumshede blev optaget på UNESCO's i verdensarvsliste i 1994 på grund af den høje koncentration af helleristninger.
Den største flade klippe med bronzealder-petroglyffer (helleristninger) i Skandinavien, Vitlyckehäll, ligger i Tanumshede. Den blev opdaget i 1972 af Åge Nilsen, som havde tænkt sig at sprænge det væk med henblik på anlægsarbejde.
Der er omkring 3000 Tanum-petroglyffer i omkring 100 paneler. De er koncentreret i fem distinkte områder langs en strækning på 25 km, som var kystlinjen af en fjord i bronzealderen, og de dækker omkring 51 ha (0.5 km²).
Bronze- og jernalderens folk var sofistikerede i deres arbejde med træ og sejlede meget. (Bronzealderen varede fra ca. 1800 til 600 f.Kr.). Nogle af glyfferne afbilder langskibe af hjortspringbåds–typen med omkring et dusin passagerer. Vogne og kærrer er også afbildet, lige som der er billeder af grupper af mænd, som blæser på lur.
En glyf afbilder en jæger med bue, og andre viser jagtscener. Nogle af stenbillederne viser folk, der dyrker jorden. Der er et menneske med gren eller en pisk lavet af et håndtag med skindstrimler ved en plov trukket af to okser. Klippeudskæringerne er i fare grundet forurening. De er blevet malet røde for at gøre dem synlige.
De svenske vejmyndigheder gik i 2008 i gang med at udbygge E6'eren ved Tanumshede til motorvej (det sidste afsnit som mangler før det 457 km lange, svenske stykke af E6'eren, fra Trelleborg til den norske grænse, er motorvej), og den nye linjeføring går igennem området. Vägverket vil forsøge at minimere skaden, hvor vejen bygges.
- Den Sørgende Kvinde
- Fugle
- Begravelsesbåden
- Vogn
- Slangen